# 遠藤成
遠藤 成（えんどう じょう、2001年9月19日 - ）は、秋田県にかほ市出身のプロ野球選手（内野手・育成選手）。右投左打。オリックス・バファローズ所属。

## 経歴

### プロ入り前
にかほ市立平沢小3年で「平沢野球スポーツ少年団」に入団し野球を始め、にかほ市立仁賀保中学時代は「本荘由利リトルシニア」に所属。主に投手を務めた。
東海大相模高校に進学後、1年春からベンチ入り。秋季大会では完投勝利を記録、2年春の選抜大会でもリリーフ登板を経験した。2年夏には右手首を骨折した影響から一時ベンチ外となるも、同秋からは「二刀流」として3年春の県大会優勝・関東大会優勝などに貢献。背番号6で臨んだ3年夏の甲子園大会では初戦の近江戦に先発し7回1/3を投げて2安打8奪三振1失点（自責0）、自己最速タイの145km/hを記録するなど好投、打者としては2安打1盗塁の活躍でチームを勝利に導いた。しかし、続く中京学院大中京戦ではリリーフ登板で1回1失点、打者としても無安打に終わり3回戦で敗退。その後、第29回U-18W杯に出場する日本代表に選出され、9試合中7試合で先発出場。主に左翼手として出場したが打率1割台と低迷し、チームも5位に終わった。高校通算45本塁打。
2019年のNPBドラフト会議にて、阪神タイガースから4巡目指名を受けた。契約金4000万円、年俸500万円で仮契約（金額は推定）。背番号は45。

### 阪神時代

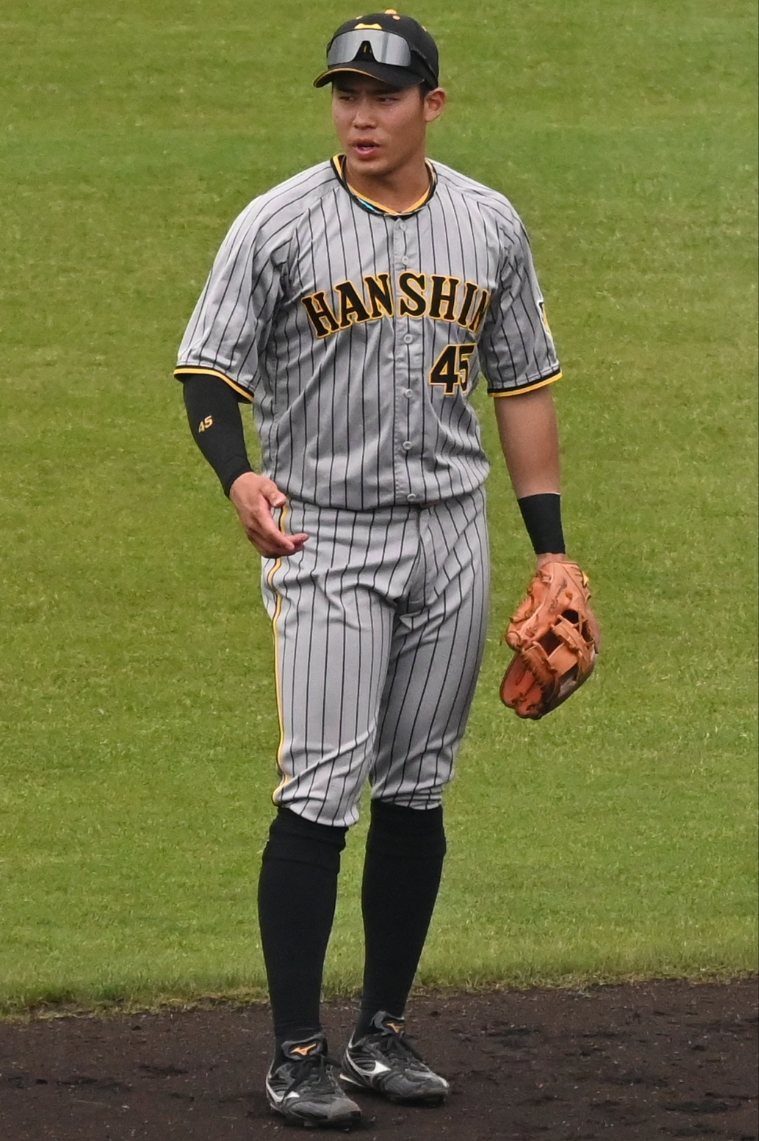
阪神タイガース時代
（2022年5月21日 くら寿司スタジアム堺）

2020年、二軍の高知・安芸キャンプに参加。フリー打撃ではライナー性の打球を連発し、球団テクニカルアドバイザーの和田豊から「まるで大卒のようなスイング」、「走れるので広島の田中広輔。長打も出るようなら岩村になる可能性もある」と評された。ウエスタン・リーグでは62試合に出場し、打率.157、1本塁打、7打点、11失策、62三振を記録。自身で「プロの球、打球を経験して、自分の実力のなさを感じています」、「全ての面で苦しいシーズンだった」と振り返った。しかし、オフにはみやざきフェニックス・リーグに参加し、打率.279、チームトップの18打点を記録するなど、成長を見せた。
2021年、二軍で86試合に出場し、打率.235。内野の複数ポジションを守り、11失策を喫した。10月9日のファーム日本選手権では、9回に同点打を放つ2安打の活躍で最優秀選手賞に選出された。
2022年、フレッシュオールスターゲームに初選出。当初の発表ではスタメンに名を連ねていなかったが、スタメンで出場予定だった髙寺望夢が新型コロナ陽性判定を受け、急遽遠藤がウエスタン・リーグ選抜の「1番・遊撃」で出場することになった。すると、第1打席で達孝太からフレッシュオールスター史上4人目となる先頭打者本塁打を打ち、優秀選手賞を獲得した。この年は二軍で87試合に出場し、打率.227、2本塁打、18打点の打撃成績だった。
2023年、5月に20試合、49打席、42打数、15安打、9打点、2盗塁で球団選定ファーム5月度月間最優秀選手に選出された。一軍出場は恵まれなかったが、二軍で112試合に出場し、打率.270、2本塁打、37打点を記録し、ウエスタン・リーグの優秀選手賞に選ばれた。
2024年、二軍戦はチームトップの126試合に出場、打率.262、0本塁打、30打点を記録し、盗塁はトップと1差の30を記録するも、盗塁死も15を記録した。リーグトップの四球を選び、出塁率.392で最高出塁率のタイトルを獲得した。しかし、一軍出場は果たせないまま10月1日に戦力外通告を受けた。

### オリックス時代
2024年11月18日に、オリックス・バファローズが育成選手として獲得を発表した。背番号は124。
2025年、二軍で内外野あらゆるポジションで起用され、7月25日までに54試合で打率.313、1本塁打、16打点、15盗塁、出塁率.444の打撃成績を残していたが、同月末の支配下登録期限までに支配下契約への移行とはならなかった。

## 選手としての特徴・人物
高校時代に投手として最速145km/hを記録した強肩が武器で、複数の内野ポジションを守れるユーティリティーさも兼ね備えており、バスターなどの小技もできる器用さを持ち合わせる。
打撃面では吉田正尚の映像を参考に練習を行っている。

## 詳細情報

### 背番号
- 45（2020年[9] - 2024年）
- 124（2025年[28] - ）

### 登場曲
- 「未来へ」ナオト・インティライミ（2020年 - 2021年）
- 「No.1」DISH//（2022年 - 同年途中、2022年途中（奇数打席） - 同年終了）
- 「beautifulさ」BiSH（2022年途中 - 同年終了）※偶数打席
- 「Never Say Never feat. Jaden Smith」Justin Bieber（2023年 - ）

### 代表歴
- 2019 WBSC U-18ワールドカップ